# Attagenus fortis
Attagenus fortis es una especie de coleóptero de la familia Dermestidae.

## Distribución geográfica
Habita en Irak.